# 오시오 헤이하치로
오시오 헤이하치로(일본어: 大塩 平八郎, 간세이 5년 음력 1월 22일 (1793년 3월 4일) ~ 덴포 8년 음력 3월 27일 (1837년 5월 1일))는 에도 시대 후기의 양명학자다. 오사카 정봉행소 요리키를 역임했고, 덴포 대기근 때 오시오 헤이하치로의 난을 일으켰다. "헤이하치로"는 통칭이며, 휘는 마사타카(正高), 이후 코소(後素)로 개명. 자는 코키(子起), 호는 츄사이(中斎).
오시오 가는 대대로 오사카 정봉행의 요리키를 지낸 집안으로, 헤이하치로는 오시오 세이이치의 8대손이다. 성격이 정의로워 봉행으로 재직하면서 부정을 잇따라 폭로했다. 특히 서정봉행 유우게 신자에몬(弓削新左衛門)의 부패를 거침없이 내부고발하여 백성의 존경을 받았다. 부패한 봉행소에서 오시오를 미워하는 이들도 많았지만 상관인 동정봉행 타카이 사네요리의 응원을 받아 활약했다. 이 봉행소 내부고발 사건과, 교토 정봉행소와 제휴하여 진행한 기리시탄 적발, 나라 봉행소, 사카이 봉행소 등에도 파급을 미친 파계승 적발의 세 건을 오시오 스스로 3대 공적으로 여겼다.
1830년 타카이가 전근 가면서 봉행소 일을 그만두고 양명학을 독학했다. 지행합일, 치량지, 만물일체지인을 믿으며 은거, 학업에 전념하고 사숙에서 자제를 지도했다. 에도의 양명학자 사토 잇사이와 직접 만난 적은 없지만 서신을 자주 주고받았다. 오시오가 살던 시절에는 관정이학의 금의 영향으로 주자학만이 유행하였기에 오시오는 쓸데없는 논쟁에 휘말리고 싶지 않아 대부분의 손님을 만나지 않고 서한에 답장도 잘 하지 않았다.
1830년대, 덴포 대기근이 일어났다. 기근은 1833년 가을부터 1834년 여름, 1836년 가을부터 1837년 여름에 걸쳐 특히 심했다. 전자의 경우 오사카에서는 당시 서정봉행 야베 사다노리가 오시오를 고문으로 대우하여 자문을 받고 또 야베의 휘하에 경제 전문가인 우사야마 히코지로가 있었기에 그럭저럭 넘길 수 있었다. 하지만 후자의 경우 야베가 사카이 봉행으로 승진하여 오사카를 떠나고, 오사카 동정봉행 아토베 요시스케가 막부의 환심을 사기 위해 회미(回米; 지방에서 징수한 세미를 중앙으로 수송하는 일)를 마구잡이로 진행했고, 이에 따라 호상들이 쌀을 사재기하여 오사카의 쌀값이 폭등했다. 오사카 백성들이 기아에 허덕이자 오시오는 아토베에게 비축된 장미(蔵米)를 백성들에게 풀어줄 것, 호상들의 매점매석을 멈추게 할 것 등 쌀값 안정을 위한 다양한 건의를 했다. 하지만 전혀 받아들여지지 않자 호상 코노이케 젠에몬 9세에게 자신과 제자의 녹미를 담보로 만 냥을 빌려달라고 부탁했다. 하지만 아토베가 젠에몬에게 거부할 것을 명령했기에 이것도 실현되지 못했다. 아토베는 에도로의 회미를 철저히 하기 위해 교토에서 쌀값을 5되 1말 정도로 내려 파는 사람들을 잡아넣었다. 이렇게 되자 교토 거리는 아사자로 가득했고, 유랑민들이 오사카로 흘러들어 오사카의 치안이 악화되었다.
1836년 가을, 쌀값 폭등의 영향으로 같은 해 8월 가이국에서 발생한 덴포 소동, 미카국 고로모번에서 일어난 가모 일규 등 각지에서 민란이 발생했다. 오우우 지방에서는 사망자가 10만 명에 달하는 가운데, 오시오는 9월부터 기근으로 인해 발생할 수 있는 민란을 진압할 훈련을 한다는 핑계로 제자들에게 포술 중심의 군사훈련을 시키기 시작했다.
아토베에 대한 헌책들이 기각된 뒤인 1837년 2월 들어 사재를 처분해 가면서 구제 활동에 힘쓴 끝에 부패한 봉행들을 처단하고 호상들에게서 쌀을 약탈하는 것 외에는 더 이상 근본적 해결책이 불가능하다고 판단, 음력 2월 19일(양력 3월 25일) 제자들과 백성들을 모아 봉기했다(오시오 헤이하치로의 난). 하지만 제자 몇 명이 밀고하여 사전에 오사카 정봉행소가 출동함에 따라 봉기 당일에 진압되었다.
오시오는 당일 체포를 피했고, 가와치국을 거쳐 야마토국으로 도피했다. 그리고 며칠 뒤 아토베의 암살을 꾀하여 오사카로 돌아왔다. 시센바 선착장 우쓰보(현 오사카시 서구 1-3정목 일대)의 상인 집안 미요시야(美吉屋)의 뒤뜰에 잠복했다. 한 달여 뒤 미요시야 가의 하녀가 항상 2인분의 식사가 여분으로 차려지는 것을 의심스럽게 여겨 오사카 조다이(시모사 고가번주) 도이 도시쓰라에게 밀고했다. 이로 인해 은신처가 발각되어 포졸들에게 포위된 가운데 양아들 가쿠노스케(格之助)와 함께 화약으로 자살했다. (향년 45세).
저서로 양명학 독서록 《세심동차기》(洗心洞箚記), 불교 특유의 개념으로 여겨진 "공"과 "허"를 불교가 전래되기 이전 유교 성현이 이미 말한 바임을 논증한 《유문공허취어》(儒門空虚聚語), 《효경》에 대한 선현들의 주석을 정리한 《증보효경휘주》(増補孝経彙注), 주희가 주석을 단 《대학》에 반대하여 양명학자로서 주석을 단 《고본대학괄목》(古本大学刮目)이 있다. 오시오의 난이 진압되고 본인은 폭사한 이후 모든 저서들은 오사카 정봉행소에 의해 금서 처분되었다.